# Sąd Najwyższy Alabamy
Sąd Najwyższy Alabamy (Alabama Supreme Court) - najwyższy organ władzy sądowniczej w amerykańskim stanie Alabama. Podobnie jak inne stanowe sądy najwyższe w USA, pełni podwójną rolę. Jest sądem najwyższej instancji w sprawach rozpatrywanych przez sądy stanowe, a jednocześnie także stanowym sądem konstytucyjnym. 
W skład sądu wchodzi dziewięciu sędziów wybieranych w wyborach bezpośrednich, w których kandydatów wystawiają partie polityczne. Formalnej nominacji dokonuje gubernator, jednak jest związany wynikiem wyborów. Kadencja trwa sześć lat, z możliwością reelekcji. 

## Skład
stan na 8 września 2012
- Charles Malone
- Thomas A. Woodall
- Jacquelyn L. Stuart
- Michael F. Bolin
- Patricia M. Smith
- Thomas F. Parker
- Glenn Murdock
- Greg Shaw